# Boeing Model 40
Boeing Model 40 là một loại máy bay đưa thư của Hoa Kỳ, đây là máy bay đầu tiên được chế tạo để chở hàng khách của công ty Boeing. Nó có hình dáng của một máy bay hai tầng cánh truyền thống với một sự kết hợp của tiêu chuẩn và kiểu các thanh chằng chéo giữa hai tầng cánh. Thiết kế đầu tiên để cạnh tranh trong hợp đồng của Bưu điện Hoa Kỳ vào năm 1925, nhưng nó đã bị loại bỏ khi người ta ưu tiên cho loại Douglas M-2.
Thiết kế được làm sống lại vào năm 1927 như một phần bỏ thầu của Boeing cho tuyến đường chở thư bằng máy bay mới được tư nhân hóa lúc đó. Nó được gọi tên là Model 40A, phương án này được trang bị 1 động cơ bố trí tròn Pratt & Whitney Wasp làm lạnh bằng khí. Dù mục đích cơ bản của máy bay là chở thư, 2 hành khách có thể được bố trí trên một cabin nhỏ, cho phép Boeing vận hành nó trên bất kỳ tuyến đường bay nào mà hãng bỏ thầu. Thiết kế thân ban đầu được thay đổi khi sử dụng thép ống hàn.
Boeing đã bỏ thầu thành công trên tuyến San Francisco-Chicago, và Boeing Air Transport bắt đầu hoạt động vào 1 tháng 7-1927 với 24 chiếc Model 40A.

## Những chiếc còn lại
Vào 17 tháng 2-2008, chiếc Boeing 40C S/N 1043 trở thành mẫu bay được duy nhất trên thế giới. Nó hiện đang giữ danh hiệu máy bay còn bay được già nhất của Boeing trên thế giới. Năm 1928, nó đã bị hư hại đáng kể trong một tai nạn và đã được chế tạo lại hầu như toàn bộ bởi Pemberton and Sons Aviation tại Spokane, Washington..
Bảo tàng Henry Ford ở Dearborn, Michigan, hiện đang trưng bày 1 chiếc Boeing 40B-2 năm 1927 mang số 285.
Bảo tàng khoa học và công nghiệp ở Chicago, Illinois có 1 chiếc Model 40-B năm 1928 số 288 đang trưng bày tại Gian phòng về Vận tải.

## Các phiên bản
- Model 40 - thiết kế ban đầu năm 1925 với động cơ Liberty
- Model 40A - thiết kế sửa lại năm 1927 cho BATC (25 chiếc)
- Model 40B - Model 40A trang bị động cơ Pratt & Whitney Hornet (19 chiếc được chuyển đổi). Đổi tên thành 40B-2
  - Model 40B-4 - Model 40B sửa lại với ghế ngồi cho 4 hành khách và những cải tiến khác (38 chiếc)
    - Model 40B-4A - 1 chiếc Model 40B được sử dụng để thử nghiệm động cơ bởi Pratt & Whitney
    - Model 40H-4 - 4 chiếc Model 40B-4s chế tạo bởi Boeing Canada
- Model 40C - tương tự như Model 40B-4 nhưng trang bị động cơ Pratt & Whitney Wasp của Model 40A. (10 chiếc được chế tạo, sau đó tất cả được chuyển đổi thành tiêu chuẩn của Model 40B-4)[2][3]
- Model 40X -  máy móc tương tự Model 40C với cabin chở 2 hành khách và buồng lái mở thêm về phía trước
- Model 40Y - máy móc tương tự Model 40X, nhưng với động cơ Pratt & Whitney Hornet

## Thông số kỹ thuật (Model 40A)

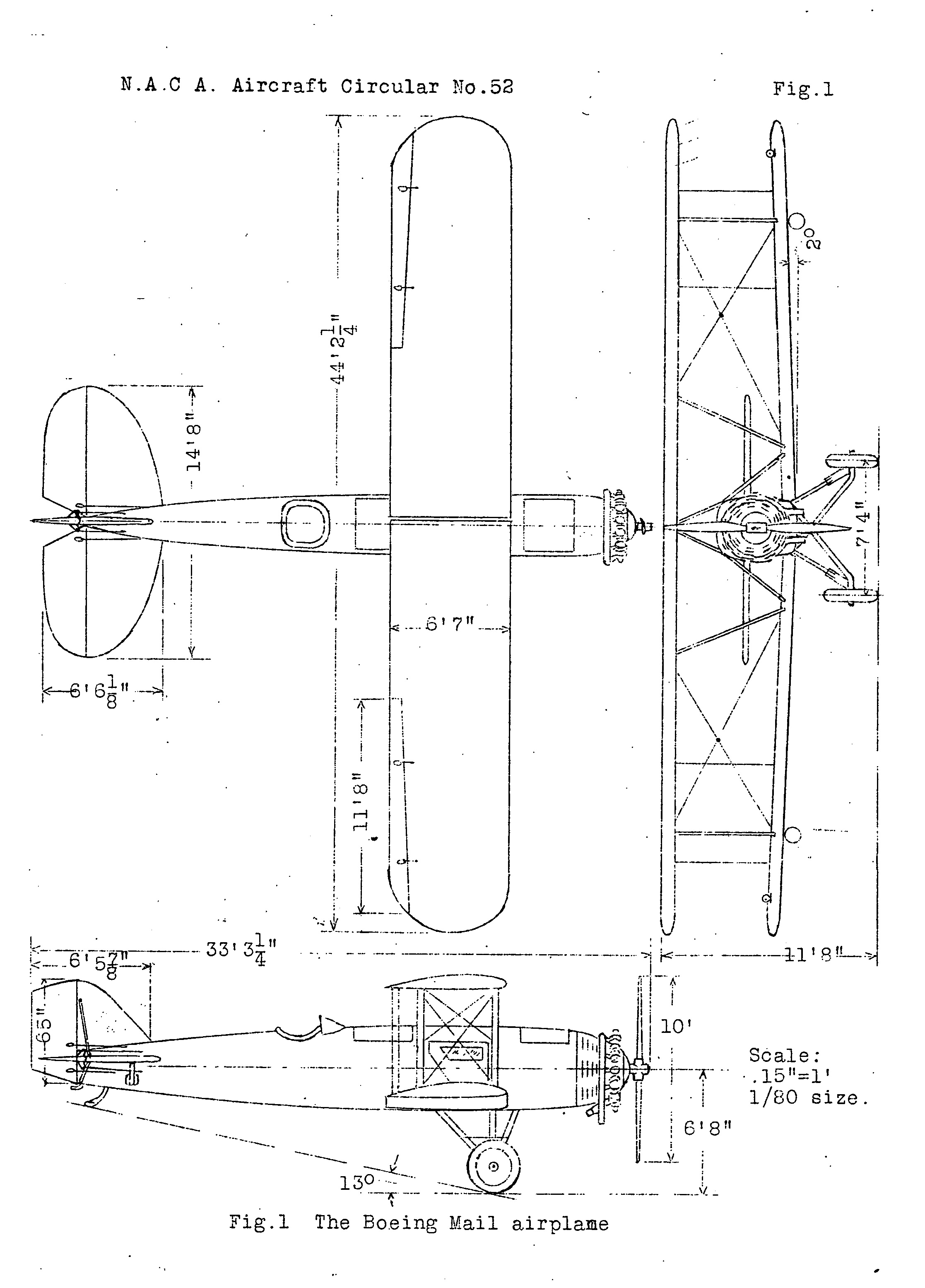
Boeing 40

### Đặc điểm riêng
- Phi đoàn: 1
- Sức chứa: 2 hành khách
- Chiều dài: 33 ft 2 in (10.12 m)
- Sải cánh: 44 ft 2 in (13.47 m)
- Chiều cao: 12 ft 3 in (3.73 m)
- Diện tích cánh: 547 sq ft (50.82 m²)
- Trọng lượng rỗng: 3.531 lb (1602 kg)
- Trọng lượng cất cánh: n/a
- Trọng lượng cất cánh tối đa: 6000 lb (2722 kg)
- Động cơ: 1× Pratt & Whitney Wasp, 420 hp (313 kW)

### Hiệu suất bay
- Vận tốc cực đại: 128 mph (206 km/h)
- Vận tốc hành trình: 105 mph (169 km/h)
- Tầm bay: 650 dặm (1046 km)
- Trần bay: 14.500 ft (4420 m)
- Vận tốc lên cao: n/a
- Lực nâng của cánh: n/a
- Lực đẩy/trọng lượng: n/a